# Aceratophallus summucus
Aceratophallus summucus är en mångfotingart som beskrevs av Chamberlin 1956. Aceratophallus summucus ingår i släktet Aceratophallus och familjen Rhachodesmidae. Inga underarter finns listade i Catalogue of Life.